# Biblioteca Florio
La biblioteca Florio è una biblioteca storica di Udine ospitata nell’omonimo palazzo sede dell’Università. Contiene circa tredicimila volumi, opuscoli, opere a stampa e manoscritti raccolti dalla metà del Settecento.

## Storia
La biblioteca fu istituita nella seconda metà del Settecento dai conti Francesco e Daniele Florio e rappresenta una delle poche collezioni del Settecento udinese giunta praticamente intatta fino a noi. Fu collocata originariamente nella sala appositamente allestita tra il 1776 e il 1780 all'interno del palazzo costruito per volontà di Sebastiano, padre di Francesco e Daniele, a partire dal 1763.
Fu Daniele a dare avvio, fra il 1766 e il 1767, alla prima consistente acquisizione di libri, relativi a più settori, dai classici greci e latini agli storici e filosofi moderni, che andava ad arricchire una dotazione libraria preesistente, probabilmente modesta, risalente agli antenati di Francesco e Daniele. Con il trascorrere degli anni, gli acquisti si fanno sempre più numerosi, tanto da causare qualche difficoltà finanziaria a Daniele, per il quale la biblioteca diventa una passione quasi ossessiva. Entrano a far parte della raccolta sia libri freschi di stampa sia pezzi, per così dire, di antiquariato, reperiti presso editori e librai italiani, soprattutto veneti, ma anche stranieri (tramite agenti e corrispondenti dei Florio) o acquisiti attraverso altri canali come lo scambio di libri. Preoccupazione costante di Daniele è quella di trovare volumi di pregio cercando le edizioni migliori offerte dal mercato europeo.
Si viene così a creare, in pochi anni, un’imponente e prestigiosa raccolta libraria che, secondo un’esigenza condivisa da molte famiglie aristocratiche dell’epoca, doveva essere non solo strumento di studio e di ricerca, ma anche espressione e segno tangibile dell’elevato status sociale e del decoro della famiglia, testimoniato anche dalle fastose scaffalature, fatte costruire su misura, solide, di elegante fattura e, naturalmente, di alto costo "destinate a raccogliere tomi accuratamente e dispendiosamente rilegati secondo precisi canoni estetici". Fedele a tale spirito, Daniele era convinto che la biblioteca fosse "un valore da trasmettere con precisa volontà al figlio Filippo" e da allora essa viene conservata con cura e, in parte, arricchita dalle generazioni successive dei Florio che la considerarono sempre "un bene patrimoniale qualificante e fattore di identità di stirpe, che non bisognava frammentare o alienare". Questo ha permesso che sia giunta sostanzialmente integra fino a noi, nella sua originaria struttura e composizione, pur avendo subito due traslochi: un primo, agli inizi degli anni Ottanta del Novecento, da Palazzo Florio a Persereano di Pavia di Udine, sede della villa rustica di famiglia, in seguito alla vendita del palazzo all’Università di Udine, da parte della contessa Giuliana Canciani Florio; e un secondo nel 2014, quando, in seguito alla donazione da parte del prof. Attilio Maseri all'Università di Udine è tornata, dalla villa di Persereano, nel suo luogo originario.
Nel 2020 la biblioteca è stata riconosciuta di interesse regionale dalla Regione Friuli-Venezia Giulia.

## Patrimonio
La biblioteca è costituita da circa tredicimila pezzi. Vi si conservano alcuni manoscritti, il più importante dei quali è un codice della Divina Commedia, databile probabilmente all’inizio del XV secolo e attualmente al centro dell’interesse della filologia dantesca.
Altro manoscritto notevole è un codice del secolo XV contenente le opere di san Lorenzo Giustiniani, primo patriarca di Venezia.
Troviamo poi i libri a stampa antichi, primi fra tutti una quarantina di incunaboli, in cui si distinguono due edizioni delle Costituzioni della patria del Friuli, una in latino, edita a Venezia, e una in volgare, edita a Udine, ed una particolare edizione del poemetto Ero e Leandro di Museo Grammatico uscita dai torchi di Aldo Manuzio tra il 1495 e il 1497 con fascicoli legati in modo da presentare a fronte il testo greco e il testo latino.
Molte le edizioni di prestigio fra le cinquecentine, le seicentine e le settecentine: fra le altre la Tabula Peutingeriana del 1753, l'Atlas Novus terrarum orbis stampata a Norimberga da Funk e l'edizione italiana dell'Encyclopédie Méthodique in più di duecento volumi. 
In generale, la biblioteca testimonia sia gli interessi personali dei proprietari sia gli orientamenti della società e della cultura del tempo: vi si trovano, così, edizioni di classici greci e latini, di autori italiani (antichi e recenti), di pensatori moderni (soprattutto francesi), opere religiose, storiche, giuridiche, scientifiche (tra cui Newton) e pubblicazioni di intellettuali friulani contemporanei. Si conservano, infine, libri ottocenteschi e novecenteschi acquistati dai discendenti di Daniele e Francesco Florio.

## Servizi
Il patrimonio della biblioteca è stato quasi interamente catalogato ed è consultabile nel discovery del Sistema bibliotecario di ateneo UDiscover.